# Valeri Broemel
Valeri Nikolajevitsj Broemel (Russisch: Вале́рий Никола́евич Бру́мель) (Razvedki, Oblast Amoer, 14 mei 1942 - Moskou, 26 januari 2003), was een Sovjet-Russische atleet. Hij heeft meerdere keren het wereldrecord hoogspringen verbeterd. Hij nam twee keer deel aan de Olympische Spelen en won daarbij zilver en goud.

## Biografie

### Eerste carrière: atleet
Broemel begon op zijn twaalfde met atletiek. Zijn trainer was toen Pjotr Sjtein, en op zijn zestiende sprong hij al over 2,00 m. Vanaf zijn zeventiende trainde hij bij Vladjimir Michajlovitsj Djatsjkov in Moskou. In 1960 verbeterde hij het record van de Sovjet-Unie en bracht het op 2,17. Later dat jaar behaalde hij een zilveren medaille bij de Olympische Spelen in Rome. Hij sprong even hoog als zijn landgenoot Robert Sjavlakadze, maar had daarvoor meer pogingen nodig.
In 1961 begon hij met een wereldindoorrecord, voordat hij outdoor zes keer achter elkaar het wereldrecord verbeterde. Uiteindelijk bracht hij het record in 1963 op 2,28. Hij was toen inmiddels in 1962 kampioen geworden bij de Europese kampioenschappen in Belgrado. Toen was hij al veel te sterk geworden voor zijn concurrenten. Broemel won er met een sprong over 2,21, terwijl zijn naaste belager, de Zweed Stig Petterson, niet verder kwam dan 2,13. In 1964 zette de Rus de kroon op het werk door op de Olympische Spelen in Tokio goud te winnen.
In 1965 won Valeri Broemel al zijn wedstrijden, maar hij raakte in oktober van dat jaar zwaargewond bij een motorongeluk. Hij reed als passagier mee op een motorfiets, bestuurd door de Sovjet-Russische kampioene Tamara Golikova, die slipte en tegen een boom botste. Brumels been kwam onder de machine terecht, waarbij hij twee breuken onder de rechterknie en een gecompliceerde breuk van de rechterenkel opliep. Aanvankelijk dreigde zijn been te moeten worden geamputeerd. Door 32 operaties, onder meer om zijn gebroken been even lang te maken als het andere, kon men dit voorkomen. Hij werkte moedig aan zijn herstel en toonde zijn taaiheid door in 1969 alweer over 2,06 m te springen, een jaar later gevolgd door 2,09 m. Het lukte hem echter niet meer om terug te keren op het niveau van voor zijn motorongeval. Jaren later heeft hij ook nog eens meegedaan bij de veteranen (masters).
Broemel was dé springer van de duikvariant van de rolsprong. Zijn laatste wereldrecord hield stand tot 1971. Aangezien zijn dominantie bij het hoogspringen samenviel met de periode van het Russische Spoetnik ruimtevaartprogramma, werd hij wel 'de menselijke Spoetnik' genoemd.
In 2014 werd hij opgenomen in de IAAF Hall of Fame.

### Tweede carrière: schrijver
In latere jaren schreef Broemel romans, draaiboeken, theaterstukken en boeken over thema's die waren terug te voeren tot zijn biografie. Zo is zijn toneelstuk Tweede poging een eerbetoon aan professor Ilizarov, de medicus die hem jaren medisch en psychologisch gesteund had op de vergeefse weg terug naar de top.

## Titels
- Olympisch kampioen hoogspringen - 1964
- Europees kampioen hoogspringen - 1962
- Sovjet-kampioen hoogspringen - 1961, 1962, 1963

## Palmares

### Wereldrecords
- 2,25 m (ind.) - Leningrad (29 januari 1961)[4]
- 2,23 m - Moskou (18 juni 1961)
- 2,24 m - Moskou (16 juli 1961)
- 2,25 m - Sofia (31 augustus 1961)
- 2,26 m - Palo Alto (22 juli 1962)
- 2,27 m - Moskou (29 september 1962)
- 2,28 m - Moskou (21 juli 1963)

### Olympische medailles
- Zilver, Rome (1960)
- Goud, Tokio (1964)

## Onderscheidingen
- IAAF Hall of Fame - 2014

1896: Ellery Clark ·
1900: Irving Baxter ·
1904: Samuel Jones ·
1908: Harry Porter ·
1912: Alma Richards ·
1920: Richmond Landon ·
1924: Harold Osborn ·
1928: Robert Wade King ·
1932: Duncan McNaughton ·
1936: Cornelius Johnson ·
1948: John Winter ·
1952: Walter Davis ·
1956: Charles Dumas ·
1960: Robert Sjavlakadze ·
1964: Valeri Broemel ·
1968: Dick Fosbury ·
1972: Jüri Tarmak ·
1976: Jacek Wszoła ·
1980: Gerd Wessig ·
1984: Dietmar Mögenburg ·
1988: Hennadi Avdjejenko ·
1992: Javier Sotomayor ·
1996: Charles Austin ·
2000: Sergej Kljoegin ·
2004: Stefan Holm ·
2008: Andrej Silnov ·
2012: Erik Kynard ·
2016: Derek Drouin ·
2020: Gianmarco Tamberi & Mutaz Essa Barshim ·
2024: Hamish Kerr
- Bibliothèque nationale de France: cb16564555q (data)
- Gemeinsame Normdatei: 1062224027
- World Athletics: 14351787
- International Standard Name Identifier: 0000 0000 5531 1667
- Library of Congress Control Number: no96010536
- Nationale Bibliotheek van Tsjechië: jn19990210134
- Nationale Bibliotheek van Polen: a0000001880168
- Virtual International Authority File: 42424533
- WorldCat: E39PBJvd4H6QB4CCRhdTDYxhpP